# 侦探
侦探（英語：Detective）是一种负责侦缉、调查案件的职业，可以是执法机构的警探，也可以是私人领域的调查员。前者通常是警察部门的雇员，负责调查重罪刑事案件或一些较为复杂的轻罪案件，通过现场调查、与证人和线人交谈、收集证据或从数据库中搜索记录，来收集信息以协助破案，最终逮捕罪犯并在法庭上定罪。
侦探作為動詞時，指的是偵緝、探查某件事情。文学创作中有一类以侦探为题材的作品，起源于1841年发表的短篇小说《莫尔格街凶杀案》，就西方文学而言其历史也不算长，称为推理或侦探小说。

## 概述

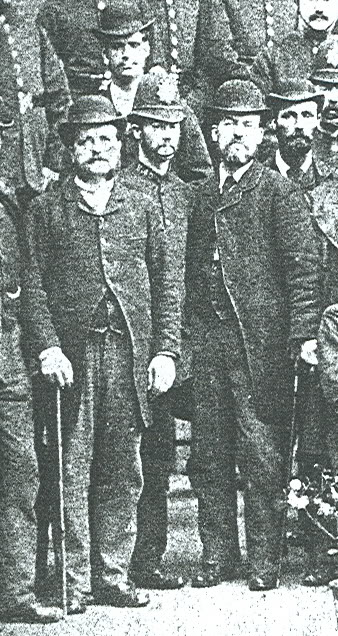
伦敦大都会警察莱曼街警察局H部门的警探合影，照片中包括弗雷德里克·阿伯林（左，手持手杖），拍摄于开膛手杰克连环杀手谋杀案发生的两年前（约1886年）

### 警探
有些地区的警察部队中，符合警官任职要求的警察需通过笔试，方可获得侦探员的资格；而在另外一些警务系统中，侦探员可以是相关专业的大学毕业生，直接从平民加入警队担任侦探职位，无需先担任制服警员。其中一些人认为，侦探的工作完全不同于日常警务，因此需要与制服警员完全不同的培训、资格、素质和能力； 另外一些人则认为，曾经担任过制服警员的侦探，会因其对标准警务程序的了解、人脉网络以及自身处理典型案件的经验，而成为优秀的私家侦探。
大多数具有一定规模的警察机构，其所属的侦缉部门会分为几个不同单位，每个单位专门调查特定类型的犯罪或卧底行动，其中可能包括：杀人、抢劫、入室盗窃、机动车盗窃、有組織犯罪、失踪人口、青少年犯罪、詐騙、麻醉药品、卖淫、犯罪情报、严重袭击或殴打、性侵、电脑犯罪、家庭暴力、監視和縱火等。
美国警察机构的一般警探通常拥有“探员” 或“偵查佐”的警衔，他们上级的监督警官（本身可能是侦探，也可能不是）的警衔结构因不同部门而异。而在英国警衔制度中，侦探的警衔与制服警官相同，但在警衔前会加“侦查”一词，例如：“侦查警员”（DC）或“侦查警长”（DS）； 不过他们通常穿着便衣工作，因此不佩戴相应的警衔徽章，同时侦探获得的级别和权力，并不高于同级的制服警员，“侦查”前缀仅代表他们接受过适当的训练，并且通过相关的考试，拥有进行刑事侦查的资格。
警探作为一名侦查案件的警员，在法律定义上属于司法警察，拥有国家机关赋予的职权，在刑事诉讼中进行犯罪调查，处理任何与司法程序（需要调查）相关的侦查工作。如果有必要的话，警探可以获得搜查令调查手机基站、进行数字取证或获取信用卡使用记录，除了立案和执行逮捕行动之外，他们的日常工作包含许多枯燥繁琐的任务，例如：连续几天查看闭路电视的监控录像以识别可疑人物、盘问嫌疑人、访问证人，以及反复调查犯罪现场，不断寻找任何缺失的证据。如果警探已经收集到足够的证据，且将嫌疑人逮捕并获得供词，或者嫌疑人拒绝供词的话，则将所有收集到的证据移交给检察官办公室，等待检察官决定是否将嫌疑人起诉上庭，然后在法庭上由法官为嫌疑人定罪。

### 私家侦探
私家侦探通常受雇于个人或团体，并为其提供法律上的调查服务，通常也会为民事和刑事案件的律师工作。最早的私家侦探大多是为客户认为警察表现的无能为力，或者警察不愿积极处理的事情上充当调查工作。部分拥有特殊学术和实践经验的私家侦探，可能会与辩护律师合作，调查死刑和其他刑事辩护案件；私家侦探经常受聘找回失窃的财物或宠物，也可能追踪下落不明的人，例如：债务催收人可能雇佣私家侦探寻找那些欠债的人；他们也会涉及保安与安全防范服务，如在商店担任便衣保全，伪装成顾客从事卧底工作，在商店内走动观察其他购物者，以识别和防止商店扒窃或盗窃行为；还有一些是保险调查员，负责调查可疑索赔；私家侦探最为人知的业务之一，是协助雇主调查通奸或其他婚内行为的证据，以确立离婚的法律理由，维护雇主在子女监护权、赡养费或婚姻财产的利益。
有些国家的法院和司法程序尚未承认私家侦探的执业，例如：中华人民共和国不存在法律认可的私家侦探，民间所谓的“商业调查公司”从事的调查活动往往游走于灰色地带，可能存在违法的情况； 葡萄牙的私家侦探收集到证据后，提供的证据就有可能丧失意义，即使私家偵探在这些情况下，搜集證據的做法仍然受到需求，但會受到行为准则的约束。

### 公民侦探
公民侦探又称為业余侦探，是指不计报酬、不求回报地投入时间，以及利用专业知识协助破案的人士。 公民侦探是与执法部门没有专业联系、缺乏任何理性法律权威的普通公民，参与破案的原因多种多样，可能是为了确保亲朋好友获得公正的审判，也可能是因为强烈厌恶犯罪、维护法律秩序的正义感，或者仅仅是为了打发时间。
公民侦探同样会尝试通过多种方式破案，例如：搜寻犯罪现场、采访或讯问有關的犯罪嫌疑人和证人、监视相关人员、收集证据、为地方新闻提供消息来源、向警方提供匿名线索，甚至在犯罪发生时进行公民逮捕。公民侦探还可以通过成为检察官的证人、参加当地的邻里守望组织、充当执法部门的公民观察员，甚至协助警方搜寻和逮捕嫌疑人，来达到协助执法的目的。然而，如果公民侦探缺乏真正的破案技能，甚至对犯罪嫌疑人实施可能被视为法外惩罚的行为，他们可能会无意中损害正常的调查程序。

### 虚构侦探

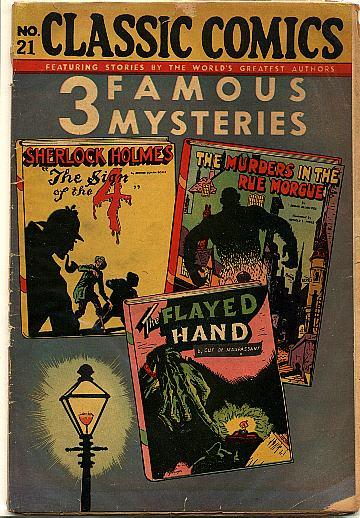
《经典漫画》第21期封面〈三大著名谜案〉

自19世纪初开始，文学作品中出现一种以侦探推理为剧情的虚构故事，一直是流行不断的文学体裁。艾德加·愛倫·坡创作的杜邦，被公认是现代推理小说中的第一位虚构侦探； 阿瑟·柯南·道尔笔下的福尔摩斯，以及阿加莎·克里斯蒂笔下的波洛，是这类推理小说和电影中最有影响力的侦探人物之一。
其他著名的虚构侦探，包括：金田一耕助、明智小五郎、江户川柯南、马普尔小姐、维罗妮卡·玛斯、L·羅萊特、菲力普·馬羅、陈查理、迪克·崔西、艾德里安·蒙克、佩瑞·梅森、艾勒里·昆恩、尼禄·沃尔夫、克鲁索探长、傑派探長、科杰克、可伦坡、朱尔·梅格雷、福克斯·穆德、戴娜·斯卡利、亚森·罗宾、湯米和陶品絲、帕克·派恩、巴纳比·琼斯、德莱加多·梅洛·皮门塔和埃德·莫特、約翰·麥克連、哈利·卡拉漢、克麗絲·史達琳、瑞克·戴克等。

## 词源和释义
一词可以追溯到拉丁语，这是的过去分词，意思是“揭露”、“发现”；一词是由 (“解脱”) 和 (“覆盖”) 两个部分组成，因此它的字面意思是“从覆盖中解脱出来”，引申为“揭露”、“发现”的意思。15世纪初，这个词根演变成英语动词，并在此基础上派生出形容词； 作为名词最早出现于1828年，是的缩略词；简略一点的话，可以缩写为“Det”或“D”。则是侦探的俚称，它原本是英语人名的昵称，大约20世纪初开始用来代称侦探，至尊神探迪克·特雷西（Dick Tracy）的名字就带有这层隐喻；“dick”在近现代则与“阴茎”产生联系，所以澳洲俚语会使用来贬低女警探，轻蔑地嘲弄女性缺乏能力。
非公职的私家侦探被称为“PI”，即是的缩写，俚语也可以用谐音词代替“I”，称为，使用（眼睛）一词也是表示“窥视”的双关语，英国一家以讽刺时事和调查报道闻名的新闻杂志，就以《Private Eye》为刊名。美国俚语使用指代警探或私家侦探，这个词语起源于芝加哥警探哈里·J·卢斯（Harry J. Loose）在1920年著作的犯罪小说，据说来源自爱尔兰人名，因为当时有许多美国警察都是爱尔兰裔美国人； 美国私家侦探作家协会（PWA）颁发给私家侦探小说领域的荣誉奖项，即名为“夏姆斯奖”。老式俚语与侦探从事的跟踪行动有关，它是和的合成词，源自19世纪末至20世纪初侦探穿的橡胶底鞋，这种侦探鞋可以让他们安静地移动，后来演变成为侦探的代名词； 美国网络杂志颁发的流行犯罪小说文学奖，即名为“侦探奖”。另外一个古老的俚语是，来源自古挪威语，指的是“人或动物的踪迹”，不知道何时开始用来代称侦探，这个词根还派生出“侦探猎犬”（踪迹 + 猎犬）。
古代汉语的“侦”和“探”通常用于军事领域，指秘密地进行侦查和刺探，以获取军事情报。现代标准中文的 作为警察术语，属于外来词，源自日语一词，是于晚清时期随着翻译西方侦探小说，得以流传进入中国。1896年，梁启超主编《时务报》首次刊载中译《福尔摩斯探案》系列小说，普及“侦探”、“推理”的概念，成为具有一定影响力的词汇。

## 历史

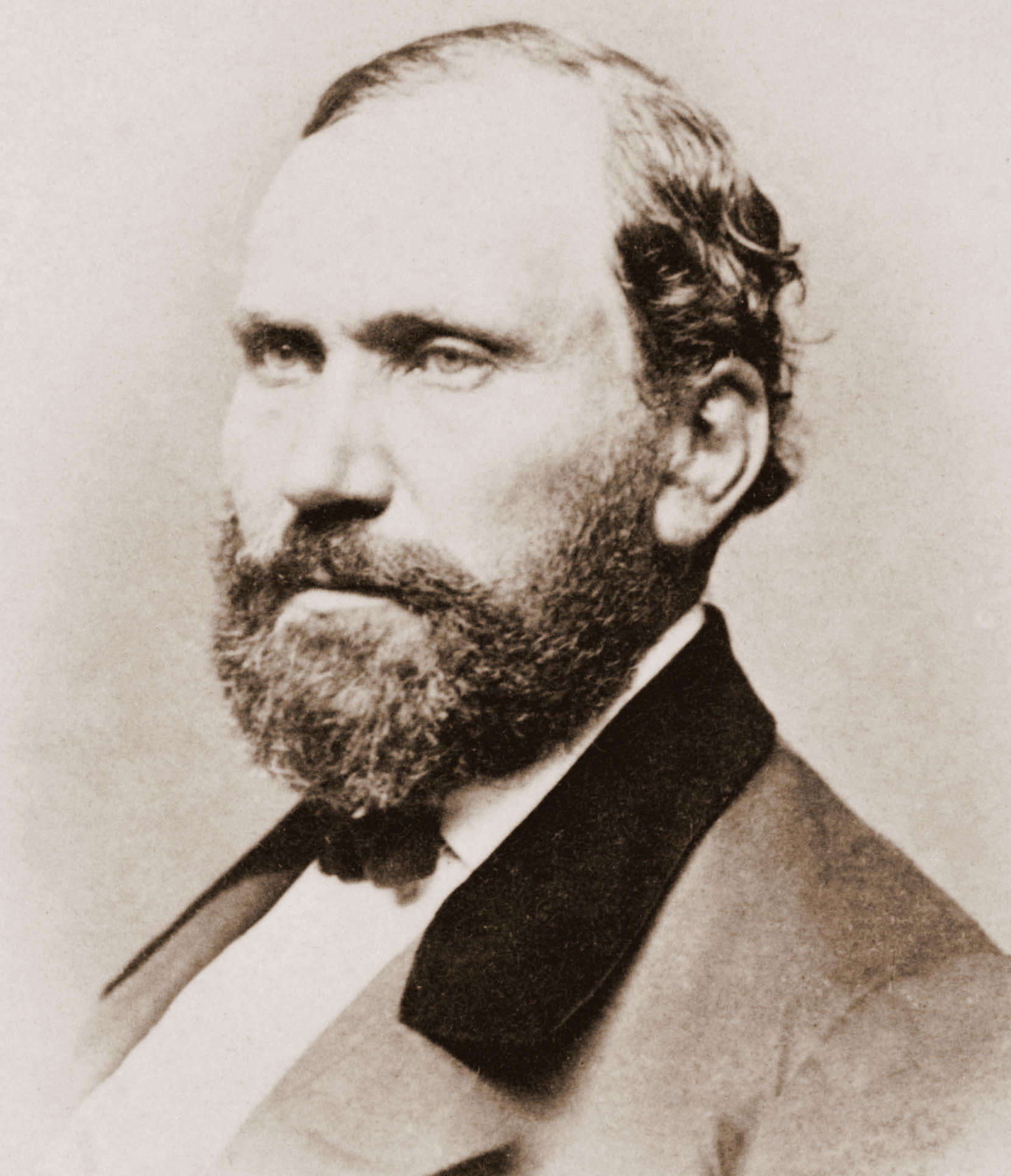
艾倫·平克頓于1850年在芝加哥警察局担任侦探，并且创立平克頓偵探事務所

尽管世界上首个市警机构，早于1667年就在法国巴黎成立，但是到19世纪之前，欧洲仅有少数城市拥有警察部队。随着近代警队的成立，警务工作从指派义务的巡捕协助工作，转变到由专门的警察完成，但是专职侦探的概念并没有立即出现；直至1795年颁布《犯罪与刑罚法典》以后，才有区分司法警察和行政警察的不同法律概念，司法警察权是由法律指定的调查人员，在检察官的领导下行使司法调查； 行政警察权则是旨在维护公共秩序和预防犯罪，尽管许多国家警察部队同时兼有两种职能，例如：警员调查民众的身份验证可以是基于行政警察任务，也可以是基于司法警察任务。1833年，首家私人侦探社在巴黎由尤金·弗朗西斯·維多克创立，他本人除了是犯罪专家之外，还担任过一家警察局的局长。
英国侦探活动是由鮑街警探于1749年开创，最初仅有六人，然后逐渐发展成为一个全国性的侦探机构，后来大伦敦地区的伦敦警察厅也开展警探工作。 1852年，查尔斯·弗雷德里克·菲尔德从倫敦警察廳退休后，成立一家私人侦探社，并与查尔斯·狄更斯结为好友，后者还撰写过关于他的文章。
美国首个公家侦探单位于1846年在波士顿成立，当时波士顿建市仅二十余年，全市雇佣30名巡逻警员，以及一支由150名成员组成的巡逻队，远远不足以应付猖獗的犯罪活动，因此成立特别部门招入五名警探，成为全美的第一批警探。 1850年，艾倫·平克頓在芝加哥成立平克頓偵探事務所，事务所提供广泛的服务范围，包括：卧底调查、犯罪侦查、工厂保护和武装保全，甚至充当私人民兵，并且作为卧底渗透和破坏工会活动，其在鼎盛时期的探员数量可以媲美美国陆军士兵的数量。

## 侦探技巧

### 街头工作

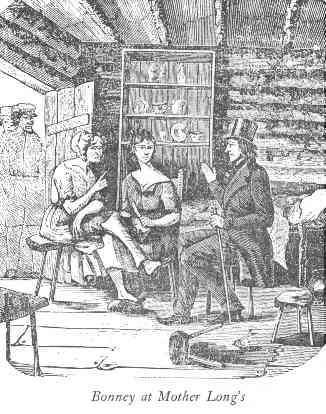
爱德华·邦尼是美国艾奥瓦州的赏金猎人和业余侦探，他于1845年潜入“草原强盗”的其中一个派系，追捕杀害乔治·达文波特上校的凶手，并于1850年将其经历出版为《The Banditti of the Prairies: or, The murderer's doom, a tale of Mississippi Valley and the Far West》（草原强盗，又名凶手的末日：一个关于密西西比河谷和远西部的故事）一书，书中其中一页的插图描绘他戴着高顶礼帽、手握拐杖，坐在酒馆向人们询问线索

警探可以利用各种手段和技巧开展调查工作，但是大多数得以解决的案件，不可缺少审问嫌疑人和采访证人，这些工作需要花费大量的时间； 警探也可以利用他们建立的线人网络，线人可以是公众、犯罪受害者，甚至是罪犯团伙的成员，通常会联系到警探无法正式接触的人，从中收集和保存证据，也有助于识别潜在的嫌疑人。

### 刑事侦查

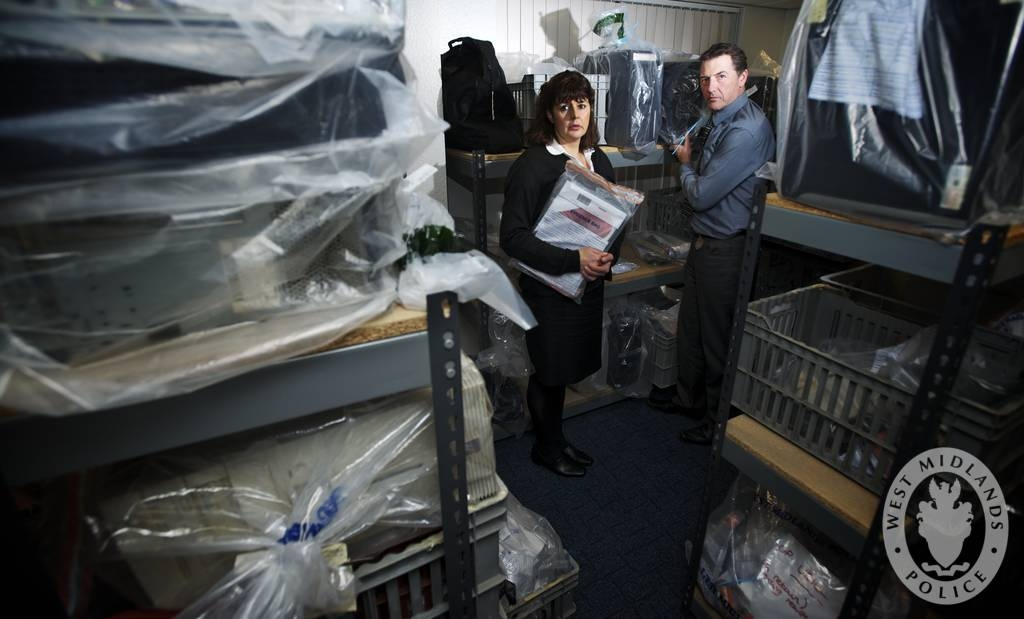
英国西米德兰兹郡警察的警探正在清点被缴获的电子设备，这些电子设备将被作为犯罪证据

警方负责调查各种不同的刑事活动，其中可能涉及超速、酒驾等道路事务，也可能涉及盗窃、贩毒、袭击、诈骗等其他事务。当警方完成调查以后，视乎司法管辖区而定，通常会由检控官根据警方提供的证据，作出决定是否起诉某人犯下刑事罪行。
假设警探在调查中锁定某个嫌疑人，下一步便是寻找能够在法庭成立的证据，其中一个常见的方法是获取嫌疑人的供词，通常可以通过建立融洽的关系实现，或是通过谈判换取检察官办公室提供的潜在好处，例如：提供有用的信息以换取较轻判刑。
某些国家的警探可以在不涉及暴力威胁、做出无法控制的承诺的前提下，在程序允许的范围内对嫌疑人进行误导、施加心理压力，甚至撒谎以获取招供。但是这种做法在英格兰和威尔士并不被允许，对嫌疑人和证人的讯问必须遵守《1984年警察与刑事证据法令》，及其详尽的办案行为守则。

### 法医证据
物证证据在调查中可能提供重要线索，司法鉴定将有助于破案。法证科学即是将多种科学应用于其中，以解答法律系统所关注的问题，这些问题可以是关于民事诉讼或刑事案件。大多数具有一定规模的市警、县警或州警部队，都设有自己的法证实验室，另一些则会将此类服务外包给其他机构。

### 记录调查
警探还可以使用公共和私人档案来收集某人的背景信息，例如：指纹档案会记录曾犯下重罪和某些轻罪的人。警探还可以查阅逮捕和定罪记录、嫌疑人相片或“入监照”、旅馆登记资料、信用报告、电话录音、通信记录、监控录像，以及其他用于通讯的技术手段。

## 各地情况
侦探是虚构与现实之间差别极大的职业之一，现实中的侦查工作是属于警探（detective）的本职，绝大多数国家的私家侦探（PI）并不具备刑事侦查权。

### 中国大陆
中华人民共和国公安部内设几个不同领域犯罪侦查的职能局，要成为侦查人员需要经过严格的选拔和考核。一般来说，首先需要成为一名合格的公安干警，通过参加国家公务员考试，并报考公安院校，毕业后可以进入公安系统工作，然后通过内部选拔或调任的方式进入侦查单位；至于具体的条件和要求，可能会因个人情况和招聘单位的政策而有所不同。

### 香港
香港警队成立初期已经拥有侦查人员，当时并非专责侦探部门，而是属于警察军装部。1922年香港爆发海员大罢工事件后，警队决定成立专责的刑事侦缉处（通称“侦探部”），侦查人员被称为“暗差”，意思是“暗藏身份的差人”，又因为暗差穿着便服出更，也被称为“便衣”；1950年代开始称为“杂差”或“老杂”，其办公室称为“杂差房”，侦查队长被称为“探长”；1980—90年代以后通称为“CID”，中文的正式称谓为“刑侦人员”。 1950—70年代的“华探长”由于社会影响力过大，造成位低权重的不良现象，致使警队进行架构重整和改革，对“探长级”人员进行削权。
现时，香港在职警员的刑侦训练由“偵緝訓練中心”负责，其是隶属于香港警察學院辖下的專項研修學校。根据香港學術及職業資歷評審局评定，香港警务处的督察級人員、警長及警員成功修畢標準刑事調查訓練課程（為期九周）後，可获頒授香港資歷架構認可的「督察級標準刑事調查專業證書」、「警長標準刑事調查專業證書」及「警員標準刑事調查專業證書」，其資歷被認可為資歷架構的第五級別（與學士學位相同級別）；畢業學員在完成課程以後，便會開展「在職學習」階段，在此階段內完成「專業發展學習歷程檔案」的工作和要求，將會獲頒「標準刑事調查高等文憑」。

### 日本
日本警察负责调查犯罪的非管理级别警官，被称为“刑事巡查”（简称“刑事”），其与“巡查”等正式的警阶不同，并不是一个官职名称，而是通称在侦查部门工作的警员，例如：警察署的刑事课、少年课、生活安全课，或是警察本部的刑事部、组织犯罪对策部、生活安全部、地域部铁路警察队等。

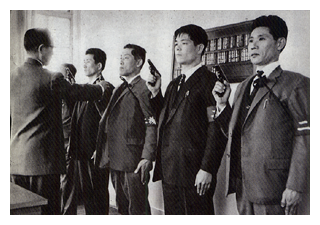
1950年代（昭和30年代）上级警官正在检查刑事的仪容

日本警员从警察学校毕业以后，一般会分配到当地的派出所工作，表现杰出的警员会被上级推荐或自荐申请调入侦查部门，经过考试和面试，再参加刑事侦查课程，最后被分配到有空缺的刑事侦查部门。

### 台湾
台湾有几个负责不同侦查工作的执法机构，例如：刑事警察局的侦查员（Detective）、法务部调查局的调查员（Special Agent）等，具体甄选考试视不同机构而定，大体上需要通过培训和考核，并具备一定学历和相关的技能与知识。

### 英国
1877年，伦敦警察厅的三名警官涉入一起渎职事件，导致伦敦警队的组织结构出现重大变革，调查委员会成立并决定废除侦探部（Detective Branch），将其重组为刑事侦查局（CID），这个部门成为英国殖民地及许多英联邦警察部队的楷模，大多数便衣侦探员皆隶属于该部门。 许多英联邦国家在获得独立以后，仍会沿用英国于19世纪至20世纪初发展的警察术语，英国媒体经常也会使用“CID”作为翻译用语，指代其他国家警察部队的类似单位。
2017年以前，英国有意成为警探的人员，必须先担任至少两年的制服警员，才有资格申请加入刑事调查科。自2017年开始，来自警队以外的申请人也可以直接申请实习警探的职位。 英国警察还必须通过全国调查员考试（National Investigators' Examination），才能进入初级犯罪调查员发展计划（Initial Crime Investigators Development Program）的后续阶段，并最终获得警探资格。

### 美国

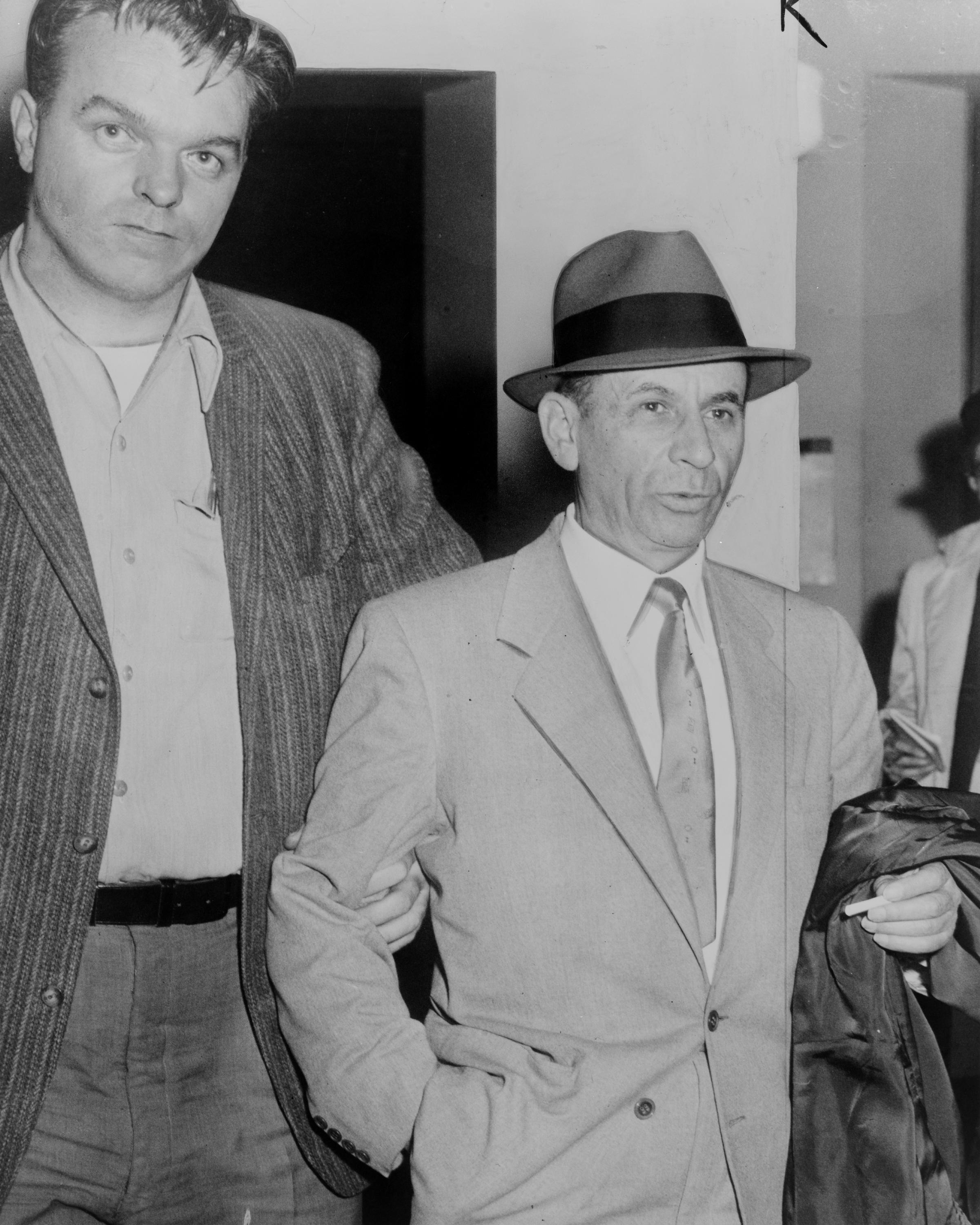
1958年警探护送帮派分子邁爾·蘭斯基到纽约市第54街警察局

美国警察在成为警探之前，必须先进入执法学院学习，该学院提供16到24个大学学分的基础课程。警员毕业后将在经验丰富的外勤训练员指导下，进行在职培训，时间长度根据各执法机构的规定而异，并在试用期内继续工作，试用期通常为一至两年。
警员在试用期间的任务包括寻找证据，此时会由一位具有多年经验的警长进行监督和指导，有些警员还会进入两年制或四年制大学，攻读刑事司法或刑事司法管理专业的学位，部分大学也有提供犯罪调查的专业或证书课程。
通过多年的实务经验或大学教育，警员可以参与竞争性考试，测试他们在各个方面的知识、技能与能力，包括：刑事调查、刑事程序、讯问与审问、搜索与扣押、证据的收集与保存、调查报告撰写、刑法、法庭程序和出庭作证能力；这些竞争性考试通常由高级执法官员主持，有关部门会公布考试结果名单，并决定是否提拔参试警员为警探。除此之外，有些警局设有警探等级制度，根据年限和经验逐步晋升等级。
私人侦探须在其工作所在的州份取得侦探执照（尽管有些州不要求执照，但多数州有此规定），除了通过有关州份的考试，申请私人侦探执照者还需满足严格的条件，包括拥有大学学历、两至四年全职调查经验，以及通过该州调查员进行的刑事与民事背景调查；私人侦探获准在其执业州内进行民事和刑事调查，并受到该州法律的保护，若无执照（在要求执照的州内）任何人不得进行刑事调查，除非法律明确对其豁免，例如：执法人员、律师、法律輔助人員、理赔调整员等。

## 形象和流行文化
刑侦影视剧集中的探员大多是白领，但现实中在前线工作的刑警，因为经常需要进行外勤工作，如走访调查或跟踪尾随，有时甚至可能与人发生肢体冲突，因此为了便于行动，大多数情况下是穿着便服和运动鞋。穿着西装的刑警主要是隶属于警察总部的人员，例如：负责文书事务、处理金融犯罪、智能犯罪或政治案件、处理国际犯罪或违反国家安全法行为，由于他们处理的是跨区域性的案件，在前线的工作时间并不多，而且不可避免地要与高级领导层接触，则会被要求穿着整齐的西装。
日本动漫或偶像剧集中的侦探主角，通常是极其年轻的“天才少年”，然而现实中20—30几岁的侦探并不多见，大多数是接近40几岁或以上的中年男性，这是累积实际经验和人脉、花时间通过考核和等待职位空缺的决定结果。由于动画剧集的目标受众是青少年，中年角色往往并不受欢迎，所以经常会出现年轻的侦探形象。然而，在强调写实题材的影视作品中，为了保持一定的真实感，通常会由中年演员扮演拥有重要戏份的侦探，并且只有一、两名年轻的后生角色。
警匪或犯罪影视剧集中的警探时常会遭遇枪战火拼的场面，但在现实中直接面对的枪击事件可能较少，如果他们想要调查一个可疑的地点，他们会通知附近的警察局前来支援；如果他们需要采取行动，穿着制服的警察会站在他们的前面；如果现场弥漫着危险的气氛，他们就会呼叫特警队负责冲锋陷阵，所以被枪击的风险也较低，对于想要当一辈子警察后退休的人而言，警探是一个理想的职业岗位。大多数因公殉职的警察都是穿着制服、第一时间赶到现场的巡逻警员，警探殉职的情况极为少见，而且从警长级别以上开始，殉职警察的数目明显减少，因为警长虽是穿着制服的警察，但多数时候身处在后线工作，上街巡逻的时间也较少。
美国电影中的警探都被视为精英分子，实际上也确实如此，因为在美国任何没有特殊缺陷的普通人都可以成为警察，但穿着制服的警察想要成为警探却非常困难，成为警探后的薪资待遇也会有所不同。

## 国际组织
世界偵探協會（WAD）成立於1925年，是國際私家偵探和安全服務顧問聯盟之一，由世界偵探協會和國際特殊服務協會的會員共同成立，在該領域是歷史最悠久的國際組織，涵蓋私人偵探、商業調查員、法律調查顧問、資安專家等多元領域。 其于1972年拥有来自34个国家的400名会员，1997年发展到来自60个国家的700多名会员；並於2020年拥有成員遍布80多個國家，總會員數約1,000名。
国际调查员委员会（CII）于1955年在美国芝加哥成立，是由专业私人调查员组成的国际组织，拥有来自70个国家的400多名会员，其会员资格标准非常严格，经过严格审核和遴选，维护其成员的高诚信、声誉和互信标准，并强调组织的道德规范和专业精神。
国际凶杀案调查员协会（IHIA）成立于1988年，当时美国联邦调查局正在主办的“暴力犯罪逮捕计划”（ViCAP）国际凶杀案研讨会，汇聚世界各地代表死亡调查的精英专业人士，成员包括：死亡和凶杀案调查员、犯罪行为学家、法医科学家、犯罪现场技术人员、犯罪和情报分析员、检察官等，其中许多人被认为是各自领域和学科的顶尖专家。
世界专业调查员协会（WAPI）是一个由私家侦探、私人调查员和执法人员组成的专业协会，于2000年在英国成立。2000年初，英国政府宣布对该行业进行监管，WAPI作为行业代表机构，向更广泛的专业侦探群体开放会员。

## 注解
1. ↑  香港警察職級制度中翻译为“刑事偵緝警員”、“刑事偵緝警長”。
2. ↑  便衣警察不等于卧底警察，便衣警察并不掩饰自己带着警枪和手铐，以及出示警察证件等其他明显的执法标志；换而言之，便衣警察与制服警察有相同的基本装备，但不会通过穿着制服来显示他们的警察身份。相反，卧底警察会采取积极措施，隐瞒他们与执法部门的关系。
3. ↑  刑警是警察部门的一个警种，指的是专门负责刑事案件侦查和破案的警察；司法警察是一个法律概念，指的是在刑事诉讼中协助检察官取证、具有调查职能的警察，刑警属于司法警察，但司法警察的范围更广，还包括其他部门的特定调查人员。
4. ↑  日本警察内部为了区分职阶，通常将拥有“巡查”或“巡查长”警阶的刑侦人员称为“刑事”，拥有“巡查部长”警阶的刑侦人员称为“部长刑事”，拥有“警部补”以上警阶的刑侦人员则称为“系长”、“课长”。